# John Adams (compositor)
John Adams   (Worcester i Worcester, 15 de febrer de 1947) és un compositor i director d'orquestra estatunidenc, conegut especialment per les seves fortes implicacions amb la música minimalista i un dels noms més populars de la música clàssica avui.
Nascut en una família amant del jazz, el seu pare tocava el saxofon i la seva mare cantava, va aprendre a tocar el clarinet i tocava en grups i orquestres locals.
Va estudiar música a la Universitat Harvard i posteriorment al Conservatori de San Francisco, establiment del qual més tard en fou director. A més també fou director del New Music Ensemble.
El 1978 fou nomenat assessor i, posteriorment, compositor resident de l'Orquestra Simfònica de San Francisco a instàncies del director Edo de Waart. El 1985 va contraure matrimoni i es mudà a Berkeley, Califòrnia, on resideix i treballa des de llavors com a compositor i organitzador de concerts, a més de col·laborar amb autors com Robert Ashley, Glenn Branca, Gavin Bryars, John Cage, Meredith Monk i Steve Reich.
Adams adquirí fama a Europa per les seves obres orquestrals i la seva òpera Nixon in China,però també com a director del Schönberg-Ensemble, la London Sinfonietta i l'Ensemble Modern.

## Estil
La seva producció inclou obres per a orquestra, òpera, vídeo, cinema i dansa, entre d'altres. En algunes de les seves obres experimenta en el camp de la música electrònica.
Composicions com Harmonium, Harmonielehre, Shaker Loops i The Chairman Dances es troben entre les més conegudes i interpretades de la música contemporània americana. En aquestes obres ha portat el minimalisme a un terreny nou i fresc, caracteritzat per sonoritats lluminoses i per un fort apropament a les formes musicals.
Adams pertany a la segona generació de músics minimalistes. Mentre que en l'obra de Steve Reich el minimalisme es caracteritza per aspectes constructius i pel repetiment mecànic d'elements harmònics i rítmics, Adams crea moments expressius espectaculars mitjançant una dilació alentida i canvis harmònics abruptes.

## Obra més coneguda

### Òperes
- Nixon in China (1987)
- The Death of Klinghoffer (1991)
- I was Looking at the Ceiling and Then I Saw the Sky (1994
- El Niño (2000), òpera-oratori
- Doctor Atomic (2005)
- A Flowering Tree (2006)
- The Gospel According to the Other Mary (2013), òpera-oratori
- Girls of the Golden West (2017)
- Antony and Cleopatra (2022)

### Obres per a piano
- Phrygian Gates (1977)
- China Gates (1977)
- Hallelujah Junction (1996)
- American Berserk (2001)
- Roll Over Beethoven (per a dos pianos) (2014)
- I Still Play (2017)

### Altres obres
- Shaker Loops: per a sextet de corda (1978, revisat 1983)
- Light Over Water: Simfonia per a instruments de metall i sintetitzadors (1983)
- Harmonielehre: per a orquestra (1984-85)
- Short Ride in a Fast Machine (1986)
- The Chairman Dances (1986)
- On the Transmigration of Souls (2002)
- Absolute Jest, concert per a quartet de corda i orquestra (2012)